# Негель, Адольф
Адольф Негель (нем. Adolph Nägel; 16 декабря 1875, Фрайталь — 17 сентября 1939, Дрезден) — немецкий инженер-механик, специалист по двигателям внутреннего сгорания, профессор Дрезденского университета.

## Биография
Адольф Негель родился 16 декабря 1875 года во Фрайтале; после окончания средней школы в Дрездене он, с 1894 года, изучал машиностроение в Дрезденском технологическом университете — стал членом студенческого братства «Corps Alemannia-Thuringia zu Magdeburg». С перерывами на стажировку и военную службу, Негель с отличием окончил ВУЗ в 1903 году — стал дипломированным инженером. После этого он стал первым ассистентом на кафедре тепловых двигателей. В 1906 году, под руководством Рихарда Моллье, Негель стал кандидатом наук; уже через год, в 1907, защитил докторскую диссертацию. В 1908 году он получил позицию профессора на кафедре поршневых двигателей Дрезденском университете, а в 1918 году под его руководством был основан Институт автомобильной техники.
С 1923 по 1925 год, а затем еще раз — с 1928 по 1929 — Адольф Негель являлся ректором Дрезденского университета. Состоял членом Прусской академии наук и Немецкой академии в Мюнхене (Deutschen Akademie in München); в 1932 году получил медаль «Гёте» (Goethe-Medaille für Kunst und Wissenschaft). 11 ноября 1933 года Негель был среди более 900 ученых и преподавателей немецких университетов и вузов, подписавших «Заявление профессоров о поддержке Адольфа Гитлера и национал-социалистического государства». Скончался 7 сентября 1939 года в Дрездене.

## Работы
Адольф Негель являлся одним из ведущих специалистов в области научных исследований методов работы высокоскоростных дизельных двигателей — и двигателей внутреннего сгорания в целом:
- Jahrhundertfeier der Sächsischen Technischen Hochschule zu Dresden, 4. bis 7. Juni 1928 — Dresden : [Akadem. Buchh. Focken & Oltmanns], 1929.
- Wärmelehre und Wärmewirtschaft in Einzeldarstellungen — Dresden : Steinkopff 1926.